# Bergamosoma bergomatium
Bergamosoma bergomatium är en mångfotingart som först beskrevs av Karl Wilhelm Verhoeff 1925.  Bergamosoma bergomatium ingår i släktet Bergamosoma och familjen knöldubbelfotingar. Inga underarter finns listade i Catalogue of Life.